# Свети Дванадесет Апостоли (Драма)
„Свети Дванадесет Апостоли“ (на гръцки: Ιερός Ναός Αγίων Δώδεκα Αποστόλων) е православна църква в македонския град Драма, Егейска Македония, Гърция. Църквата е част от Драмската епархия.

## Местоположение
Църквата е разположена в източната част на града.

## История
На мястото на църквата е имало джамия. След заселването на гърците от Турция в 1923 година, там се съхраняват свещените предмети донесени от църквата „Свети Апостоли“ в Одрин – икони, свещени съдове и т. н. По-късно джамията е разрушена и в 1972 година митрополит Дионисий Драмски поставя основния камък на новата църква. На 18 декември 1977 година храмът е открит от същия митрополит. Голяма част от инвентара на храма – амвонът, владишкия трон, стари икони, дърворезбовани предмети и прочее – днес се намират в Драмския църковен музей.